# Blauer Katzenwels
Der Blaue Katzenwels (Ictalurus furcatus) ist eine der größten Fischarten aus der Familie der Katzenwelse (Ictaluridae) in Nordamerika. Der wissenschaftliche Name leitet sich von den griechischen Wörtern ἰχθύς (ichthýs) ("Fisch") und αἴλουρος (ailouros) („Katze“) sowie dem lateinischen furcatus („gabelförmig“: Schwanzflosse) ab. Die Art wird kommerziell und von Sportanglern befischt und auch in Aquakultur gezogen.

## Merkmale
Der Blaue Katzenwels erreicht eine Länge von bis zu 135 Zentimeter und ein Gewicht von durchschnittlich 10 bis 20 Kilogramm. Das bestätigte Höchstgewicht liegt bei 65 Kilogramm, aus dem 19. Jahrhundert liegt ein Bericht über ein gefangenes Tier mit über 170 Kilogramm vor. Der Körper ist mäßig kräftig, langgestreckt mit abgerundetem Kopf. Der Rücken ist bei jüngeren Tieren blass graublau bis oliv gefärbt, die Flanken sind silbriggrau. Nur die Population im Rio Grande weist dunkle Flecken auf Rücken und Seiten auf. Der Bauch ist gräulich-weiß. Ausgewachsene Tiere weisen ein steil abfallendes Rückenprofil, eine blau-schwarze Rückenfärbung und einen silbrig-blauen Bauch auf. Die Flossen sind hell bis auf die deutlich gegabelte Schwanzflosse, welche einen dunklen Rand aufweist. Das Maul ist unterständig, die Barteln am Unterkiefer sind weiß.
Die Rückenflosse weist sechs Weichstrahlen auf, die Afterflosse 30 bis 36, die Brustflossen 8 bis 10 und die Bauchflossen acht. Die Schwimmblase hat eine vordere und zwei seitliche Kammern. Das Zahnband am Zwischenkieferbein ist nicht seitlich nach hinten ausgezogen.
Vom sehr ähnlichen Getüpfelten Gabelwels (Ictalurus punctatus) unterscheidet sich der Blaue Katzenwels durch die meist fehlenden Flecken und die höhere Zahl an Weichstrahlen der Afterflosse.

## Ernährung
Allgemein besteht die Hauptnahrung dieser Raubfische aus kleinen wirbellose Tieren und Fischen. Gelegentlich werden auch Frösche, Garnelen und Krebstiere verspeist. Einige Populationen ernähren sich in erster Linie von Fischen, besonders von kleinen Elritzen. Küstennahe Populationen hingegen bevorzugen die Ernährung durch die Sardelle Anchoa mitchilli. Andere Populationen fressen Larven der Libellen, der Schlammfliegen, der Zuckmücken und der Eintagsfliegen. Es sind drei verschiedene Ernährungsstadien während der Entwicklung bekannt. Solange die Blauen Katzenwelse kleiner als 10 Zentimeter sind fressen sie Zooplankton, vor allem Ruderfußkrebse. Bei einer Körpergröße zwischen 10 und 24 Zentimeter verspeisen sie wirbellose Tiere (Krabben, Muscheln, Schnecken), bodenbewohnende Fische und anderes organisches Material. Ab einer Körpergröße von 24 Zentimeter beginnen die Fische größere Fische und größere wirbellose Tiere zu fressen. Zudem beginnen die Fische ab diesem Zeitpunkt auch Nachts auf Nahrungssuche zu gehen. Besonders aktiv sind sie in dem Zeitraum zwischen Mitternacht und Sonnenaufgang.

## Lebensraum und Verbreitung
Blaue Katzenwelse sind Süßwasserfische, welche vorwiegend in großen Flüssen aber auch in Nebenflüssen anzutreffen sind, wo sie sich in tieferen Flussgebieten aufhalten. Sie kommen aber auch in Teichen, Seen und großen Stauseen vor. Im Sommer schwimmen sie stromaufwärts um in kühlere Gebiete zu gelangen. Im Winter, wenn sie wärmere Gebiete suchen schwimmen sie stromabwärts. Generell leben die Fische in fließendem Wasser und auch in Stromschnellen. Dabei beträgt die Wassertemperatur zwischen 10 und 22 °C. Der bevorzugte pH-Wert liegt zwischen 6,6 und 8,4. Die Tiere vertragen unter anderem auch Brackwasser, jedoch nicht so gut wie etwa der Weiße Katzenwels. Die Gewässerböden, in denen sie sich aufhalten, können sandig, felsig und auch kiesig sein. Schlammige Böden meiden die Fische. In den Mündungsgebieten verschiedener Flüsse im Golf von Mexiko, im Ohio River, im Platte River und im Missouri River sind die Tiere heimisch anzutreffen. In Texas sind die Fische außer im nordwestlichen Teil des Staates fast überall verbreitet. Hier wären vor allem der Colorado River, der Nueces River und der Brazos River zu nennen. Weit verbreitet sind die Fische auch im Mississippi River und seinen Nebenflüssen. Durch künstliche Verbreitung sind die Fische in Guatemala, Minnesota, im Rappahannock River und in Mexiko ebenfalls anzutreffen. Früher konnte man die Fische auch im Iowa River und im Keokuk antreffen, dies wird jedoch heutzutage durch Dämme verhindert. Die Art kommt im subtropischen Nordamerika im Mississippi, Missouri und Ohio vor, sowie entlang der Golfküste in Mexiko und im Norden Guatemalas.

## Fortpflanzung
Die Fische werden meist mit einer Größe von etwa 60 Zentimeter geschlechtsreif. Sie laichen von April bis Juni, wozu sie in ruhige Gewässerpartien einwandern. Der Laich wird in Nester abgelegt und vor Räubern bis zum Schlüpfen der Jungtiere bewacht. Ausgewachsene Weibchen können bis zu 200.000 Eier legen, teilweise auch mehr. Die Verdopplungszeit der Population wird auf 4,5 bis 14 Jahre geschätzt.